# Boris Rosing
Boris Lvovitch Rosing (russe : Бори́с Льво́вич Ро́зинг) (23 avril 1869 - 20 avril 1933) est un scientifique russe qui a contribué à l'invention de la télévision.

## Biographie
Rosing avait des racines néerlandaises par son père, et était russe par sa mère. Il effectua ses études secondaires au lycée Vvdensky de Saint-Pétersbourg entre 1879 à 1887, où il se distingua non seulement dans l'étude des sciences exactes, mais également en littérature et en musique. Puis il étudia les mathématiques et la physique à l'université impériale de Saint-Pétersbourg, alors l'un des plus grands centres de recherche de Russie, qui employait notamment le chimiste Mendeleev et les mathématiciens Tchebychev et Markov. Licencié avec félicitations en 1891, il poursuivit ses études en physique par une thèse consacrée à l'hystérésis magnétique. Indépendamment du Japonais Hantaro Nagaoka, il mit en évidence un phénomène d’hystérésis dans les fils de fer plongés dans un champ magnétique oscillant. Devenu Maître de conférences à l'Université polytechnique de Saint-Pétersbourg en 1894, il enseignait aussi la physique à l'École d'artillerie Konstantinovsky, et à partir de 1906, il donnait des cours sur les mesures électriques et magnétiques aux étudiantes russes de sciences. De 1894 à 1900, il poursuivit ses recherches sur le magnétisme tout en cherchant à résoudre des problèmes pratiques. Il enseigna à l'Université polytechnique de Saint-Pétersbourg jusqu'en 1918, date à laquelle il rejoignit le Laboratoire d'électrotechnique experimentale de Leningrad (1924-1928) puis le Laboratoire Central des Communications filaires (1928-1931).
Il est le premier à avoir conçu un système de télévision utilisant comme récepteur un tube cathodique, en 1907. Il a déposé un brevet en Allemagne le 26 novembre 1907, et un deuxième le 2 mars 1911. Il a ensuite fait une démonstration, qui a été relatée dans le magazine Scientific American, avec des diagrammes et une description complète du fonctionnement du système.
L'invention de Rosing est une amélioration de celle de l'ingénieur allemand Paul Nipkow et de son système de lentilles et de miroirs rotatifs (disque de Nipkow). Le système de Rosing employait une caméra, mais utilisait comme récepteur un des premiers tubes cathodiques (conçus en Allemagne par Ferdinand Braun). Les tubes de Braun utilisés par Rosing comportaient deux plaques conductrices parallèles destinées à dévier le faisceau d'électrons  avant qu'il atteigne l'écran. Ces deux plaques étaient en circuit avec la cellule photoélectrique de l'appareil photographique. Selon l'intensité délivrée par la cellule photoélectrique, le faisceau était dévié vers le haut ou vers le bas avant d'atteindre la plaque collectrice. Comme cette déviation augmentait ou diminuait le nombre d'électrons qui passait entre les plaques, il faisait varier la luminosité du faisceau. Ce système était primitif, mais il constituait une des premières démonstrations expérimentales où un tube cathodique était utilisé pour la télévision.
Vladimir Zvorykine, pionnier de la télévision aux États-Unis et en Allemagne, était un élève de Rosing et l'avait assisté dans une partie de son travail de laboratoire.
Rosing a continué ses recherches sur la télévision jusqu'en 1931 : il a alors été exilé comme contre-révolutionnaire à Kotlas, avec interdiction de travailler. Mais en 1932, il a été transféré à Arkhangelsk, à la tête du département de physique de l'Institut forestier. Il est mort en exil d'hémorragie cérébrale en 1933.